# Джим Джеффордс
Джеймс Меррілл «Джим» Джеффордс (англ. James Merrill «Jim» Jeffords; нар. 11 травня 1934, Ратленд, Вермонт, США — пом. 18 серпня 2014, Вашингтон) — американський політик, сенатор США від штату Вермонт (1989–2007). Він був членом Палати представників США з 1975 по 1989 роки. У 2001 році вийшов з Республіканської партії і з тих пір є незалежними.
Джеффордс є сином Оліна Джеффордса, який був головним суддею Вищої судової інстанції штату Вермонт. У 1956 році отримав ступінь бакалавра в Єльському університеті. Потім він служив три роки у ВМС США. У 1962 році здобув вищу юридичну освіту в Школі права Гарвардського університету. Він був конгрегаціоналістом і одружений з Елізабет Дейлі. У пари було двоє дітей, Леонард і Лаура.